# Гринвуд, Вон
Вон Оррин Гри́нвуд (англ. Vaughn Orrin Greenwood; 19 января 1944 — 20 декабря 2020) — американский серийный убийца, убивший двух человек в 1964 году и ещё девятерых в 1974—1975. Его жертвами были пожилые мужчины, в основном бродяги, которым Гринвуд наносил множественные ножевые ранения и перерезал горло. Он также пил кровь своих жертв, оставляя окровавленные стаканы рядом с трупами, сыпал соль вокруг их головы и снимал с них обувь. Гринвуд был обвинён в 9 убийствах (обвинения ещё в двух были сняты) и приговорён к пожизненному лишению свободы.

## Ранние годы
Вон Гринвуд родился 19 января 1944 года на территории штата Пенсильвания. Воспитывался в приемной семье. Рос в социально-неблагополучной обстановке. Из-за неуспеваемости и хронических прогулов Гринвуд бросил школу после 7-го класса, вследствие чего начал вести маргинальный образ жизни и совершать правонарушения. Будучи гомосексуалом, он много времени проводил в обществе лиц с нетрадиционной ориентацией. В 1966 году он был арестован во время нападения и попытки убийства мужчины в городе Чикаго. Гринвуд был осуждён и получил в качестве наказания пять лет лишения свободы. После освобождения Вон покинул штат Иллинойс и переехал в Лос-Анджелес, где бродяжничал и был вынужден заниматься низкоквалифицированным трудом.

## Убийства
- 1 декабря 1974 — 46-летний Чарльз Джексон, бродяга-алкоголик
- 8 декабря 1974 — 47-летний эскимос Мозес Яканак
- 11 декабря 1974 — Артур Далстедт, 54 года, убит около заброшенного строения
- 22 декабря 1974 — Дэвид Перес, 42 года
- 9 января 1975 — Казимир Стравински, 58 лет, убит в комнате отеля
- 17 января 1975 — Роберт Шаннахан, 46 лет, найден со штыком, торчащим из груди
- январь 1975 — 49-летний Самуэл Суарез
- 29 января 1975 — 45-летний Джордж Фриар
- 31 января 1975 — 34-летний Клайд Хэйс найден в своём доме
- 1 февраля 1975 — Гринвуд напал на мужчину, но тот спасся. На следующий день Гринвуд был задержан.

Впоследствии Гринвуд признался в совершении еще двух убийств на территории Лос-Анджелеса. В совершении убийства 64-летнего Дэвида Расселла, которого он убил 13 ноября 1964 года, и в убийстве 67-летнего Бенджамина Хорнберга, которого он также убил в 1964 году на следующий день после убийства Рассела.

## Смерть
Вон Гринвуд умер 20 декабря 2020 года, находясь в тюрьме  «California Men's Colony», расположенной недалеко от города Сан-Луис-Обиспо, (штат Калифорния).